# Marcia Trionfale
Die Marcia Trionfale (italienisch für „Triumphmarsch“) war die offizielle Hymne des Papstes und des Kirchenstaates. Der Marsch wurde 1857 von Viktorin (auch Viktor, Vittorino) Hallmayr komponiert. Hallmayr war Kapellmeister beim Regiment „Graf Kinsky“, dem 47. Linieninfanterie-Regiment der österreichischen Schutztruppen. Diese waren im Kirchenstaat stationiert.

## Geschichte
Das genaue Datum der Uraufführung ist nicht sicher belegt. Es werden drei mögliche Termine genannt: 9. Juni 1857 beim Einzug von Papst Pius IX. in Bologna, 21. August 1857 und der 5. September 1857 in Florenz, der Hauptstadt der Großherzogtums Toskana, gespielt von acht Musikkapellen. Papst Pius IX. gefiel der lebhafte und feurige Rhythmus des Marsches, sodass er anordnete, ihn in allen Päpstlichen Staaten zu spielen.
Am 16. Oktober 1949 verfügte Papst Pius XII. die Marcia Trionfale im Heiligen Jahr 1950 durch den 1869 komponierten Inno e Marcia Pontificale zu ersetzen, der „unserer Zeit besser zu entsprechen“ schien, da die Marcia Trionfale unter der römischen Bevölkerung als „Saltarello“ (Springtanz) galt. Auch dem Papst gefiel der Marsch Hallmayrs nicht, der sich „wie ein Walzer“ anhörte. Die Marcia Trionfale wurde offiziell zuletzt am Heiligen Abend 1949 im Damasushof gespielt.

## Trivia
Die Zuschreibung des Liedes Noi vogliam Dio, Vergine Maria als päpstlicher Hymne ist nicht belegt.